# قريضة (الحد)

تعديل مصدري - تعديل

قريضة هي إحدى قرى عزلة الحد بمديرية الحد التابعة لمحافظة لحج، بلغ تعداد سكانها 2017 نسمة حسب تعداد اليمن لعام 2004.